# Rosja na Halowych Mistrzostwach Świata w Lekkoatletyce 2010
Reprezentacja Rosji na halowe mistrzostwa świata 2010 liczyła 45 zawodników.

## Mężczyźni
- Bieg na 60 m
  - Aleksandr Waszurkin
  - Roman Smirnow

- Bieg na 400 m
  - Dmitrij Buriak
  - Dienis Aleksiejew

- Bieg na 60 m przez płotki
  - Jewgienij Borisow
  - Aleksiej Driomin

- Skok wzwyż
  - Jarosław Rybakow
  - Iwan Uchow

- Skok o tyczce
  - Dmitrij Starodubcew
  - Aleksandr Gripicz

- Trójskok
  - Igor Spasowchodski

- Pchnięcie kulą
  - Maksim Sidorow

- Siedmiobój
  - Aleksandr Pogoriełow
  - Aleksiej Drozdow

- Sztafeta 4 × 400 m
  - Dmitrij Buriak, Dienis Aleksiejew, Maksim Dyłdin, Pawieł Trienichin, Walentin Kruglakow, Aleksandr Sigałowski

## Kobiety
- Bieg na 60 m
  - Jewgienija Polakowa
  - Julija Kacura

- Bieg na 400 m
  - Tatjana Firowa
  - Natalja Nazarowa

- Bieg na 800 m
  - Marija Sawinowa
  - Jewgienija Zinurowa

- Bieg na 1500 m
  - Anna Alminowa
  - Jewgienija Zołotowa

- Bieg na 3000 m
  - Jelena Zadorożna

- Bieg na 60 m przez płotki
  - Aleksandra Fiedoriwa
  - Tatiana Diektariowa

- Skok wzwyż
  - Irina Gordiejewa
  - Swietłana Szkolina

- Skok o tyczce
  - Jelena Isinbajewa
  - Swietłana Fieofanowa

- Skok w dal
  - Anna Nazarowa
  - Darja Kliszyna

- Trójskok
  - Anastasija Taranowa-Potapowa
  - Anna Piatych

- Pchnięcie kulą
  - Olga Iwanowa
  - Anna Awdiejewa

- Pięciobój
  - Tatjana Czernowa
  - Marina Gonczarowa

- Sztafeta 4 × 400 m
  - Tatjana Firowa, Natalja Nazarowa, Julija Guszczina, Ksenija Wdowina, Swietłana Pospiełowa, Jelena Migunowa